# Neptis dejeani
Neptis dejeani är en fjärilsart som beskrevs av Charles Oberthür 1894. Neptis dejeani ingår i släktet Neptis och familjen praktfjärilar. Inga underarter finns listade i Catalogue of Life.